# Frans Truyts
Frans Truyts (Mechelen, 10 september 1934 – aldaar, 19 augustus 2005) was een Belgisch pianist.
Hij was zoon van Karel Truyts en Bertha Peree. Hij was getrouwd met Emma Uytterhoeven. Hij werd begraven in een familiegraf op de begraafplaats bij de Sint-Libertusbegraafplaats in Sint-Katelijne-Waver.
Hij kreeg zijn opleiding aan het Koninklijk Vlaams Conservatorium in Antwerpen. Hij behaalde er eerste prijzen in notenleer (1961), piano (1962), kamermuziek (1963), harmonieleer (1966) en contrapunt (1970). Voorts behaalde hij nog een eerste prijs fuga aan het Koninklijk Conservatorium Brussel. Hij had er les van Flore Levine-Cousyns, J. Maes, J. Fontyn, Jean Louël en E. Geeurinckx. Al voordat hij zijn studie had afgerond werd hij pianoleraar aan de Stedelijk Conservatorium Mechelen (1962-1978). Daarna volgden betrekking aan het Lemmensinstituut (1962-), Brussels Conservatorium (piano en begeleiding, 1971-) en het directeurschap van de Stedelijke Muziekacademie van Sint-Niklaas (1978-). Bij dat conservatorium werd hij eredocent, in Sint-Niklaas was hij eredirecteur.
Hij was jarenlang begeleider van mezzosopraan en zanglerares Lucienne Van Deyck.
Van Truyts is een aantal plaatopnamen beschikbaar, maar dan meest op elpee..
- International Standard Name Identifier: 0000 0000 5057 5313
- Library of Congress Control Number: nr94000588
- MusicBrainz: db1b0bff-f0fd-45e2-9661-8a73eb171413
- Virtual International Authority File: 9723885
- WorldCat: E39PCjKTkWt6yBJdYyXcVTp6w3